# بلیرزویل (جورجیا)
بلیرزویل، جورجیا (به انگلیسی: Blairsville, Georgia) یک شهر در ایالات متحده آمریکا با جمعیت ۶۵۲ نفر است که در جورجیا واقع شده‌است.

## موقعیت جغرافیایی
موقعیت جغرافیایی شهرها و مناطق اطراف به شرح زیر است: